# Goodeider
Goodeiderna, även kallade höglandstandkarpar, (Goodeidae) är en familj vivipara fiskar bland de äggläggande tandkarparna. Familjen omfattar 18 eller enligt vissa taxonomer 19 släkten med sammanlagt 40 arter, som alla lever endemiskt i Mexiko och USA. Alla arter förekommer i sötvatten, några också i bräckt vatten, men inga i saltvatten. Familjen har fått sitt namn efter den amerikanske iktyologen George Brown Goode.

## Släkten
- Allodontichthys Hubbs & Turner, 1939
- Alloophorus Hubbs & Turner, 1939
- Allotoca Hubbs & Turner, 1939
- Ameca Miller & Fitzsimmons, 1971
- Ataeniobius Hubbs & Turner, 1939
- Chapalichthys Meek, 1902
- Characodon Günther, 1866
- Crenichthys Hubbs, 1932
- Empetrichthys Gilbert, 1893
- Girardinichthys Bleeker, 1860
- Goodea Jordan, 1880
- Hubbsina de Buen, 1940[3]
- Ilyodon Eigenmann, 1907
- Neoophorus Hubbs & Turner, 1939
- Skiffia Meek, 1902
- Xenoophorus Hubbs & Turner, 1939
- Xenotaenia Turner, 1946
- Xenotoca Hubbs & Turner, 1939
- Zoogoneticus Meek, 1902